# Majestic Princess
Die Majestic Princess (auf dem chinesischen Markt auch unter dem Namen Shèngshì Gōngzhǔ Hào (盛世公主号) bekannt) ist ein 2017 für die Marke Princess Cruises in Dienst gestelltes Kreuzfahrtschiff der Carnival Corporation. Es ist das vierte der sechs Einheiten der Royal-Klasse und speziell für den chinesischen Kreuzfahrtmarkt konzipiert.

## Geschichte

### Bau und Einsatz
Die Majestic Princess wurde am 30. Juli 2014 als dritte Einheit der Royal-Klasse in Auftrag gegeben und am 10. Juli 2015 unter der Baunummer 6232 in der Werft von Fincantieri in Monfalcone auf Kiel gelegt. Der Stapellauf erfolgte am 8. Februar 2016, die Indienststellung am 4. April 2017 mit einer fünftägigen Reise durchs Adriatische Meer. Die Majestic Princess wurde, anders als ihre Schwesterschiffe, speziell für den chinesischen Markt geplant. Ihr chinesischer Name bedeutet übersetzt Blühende Prinzessin.
In seiner Ausstattung unterscheidet sich die Majestic Princess von den anderen Einheiten der Royal-Klasse unter anderem durch ein Spezialitätenrestaurant mit kantonesischer Küche. Borddurchsagen sind wie die Beschilderung und Angebote auf Mandarin.

### Vorkommnisse
An Bord des Schiffes kam es im November 2022 während einer Kreuzfahrt vor Australien zu einem Ausbruch des Coronavirus. An Bord befanden sich rund 4600 Personen (Fahrgäste und Schiffsbesatzung), von denen bis zu 800 symptomatisch waren oder positiv getestet wurden. Das Schiff steuerte daraufhin Sydney an, wo die infizierten Personen das Schiff verlassen sollen.